# バランスポリシー
『バランスポリシー』は、吉富昭仁作の日本の漫画。男性から女性への性転換を扱った作品。『チェンジH』『トランススイッチ』に掲載された。

## 概要
子供の出生率の低下が著しくなった未来が舞台。新生児の男女の比率も歪んでおり、女児が極端に少ない。そんな中、政府は女体化手術を全国の適合した男児に対して行った。本作の主人公の健二はその適合者の一人であり、13歳になった夏、手術により少女となって1年ぶりに故郷に帰る。物語は幼馴染で親友の真臣と再会したところから始まる。
本作は、性転換ものの漫画としては珍しく、心理描写が非常に生々しく描かれている。エロ要素もあるが、主人公の健二が女性化したことによる本人や周囲の戸惑いや葛藤が物語の中心に存在する。
全2巻で完結している。2016年6月10日発売の月刊誌『ヤングコミック』同年7月号に、同じ世界観と設定を用いた短編『東京少女』が掲載された。

## 物語
世界規模で少子化が進行した近未来、男女均等政策により適合者とみなされた男性は改造と呼ばれる処置による性転換を強制され、何れ女性となる運命にあった。その一人である大井健二も適合者であった為、性転換を強制され少女として故郷に帰る事となる。故郷に戻った健二は幼馴染の真臣と再会する。健二と真臣は思い出の地を巡り、それぞれの家族や幼馴染との一時を過ごすがその中で性転換による性別だけではない変化、葛藤をそれぞれに抱えていく。
健二と真臣の再会から数日後、健二の心臓に改造の影響による不具合が見つかり健二は再び東京に戻る事となる。別れの間際、真臣は健二を抱きしめ「待っている」と告げるが健二はそんな彼の腹を殴り「俺の分まで男になれ」と告げて去っていく。
それから15年後の夏、再び故郷で再会した健二と真臣が懐かしいグローブを持ち、キャッチボールをする場面で物語は幕を下ろす。

## 登場人物
大井健二
主人公。物語開始の一年前に適合者として改造手術を受け男子から女子へと改造を受け、女子として故郷へと戻ってくる。本人曰く「脳は男のまま」である為口調は全体的にきつい。全編を通して内面の葛藤描写が多く、特に周囲との関係性の変化について悩む描写が多いが、本人によれば俺は変わっていない。変わったのは周囲の方との事である。最終話で再び故郷に居住することを真臣に告げる。
真臣
健二の親友、少女となり故郷に戻ってきた健二と再会するが女扱いを嫌う健二との接し方に戸惑う。最終話では男女均衡政策省機密課に勤務しているが、未だに独身。
ミーコ
健二、真臣とは幼馴染の少女。健二と同様に気が強くはっきりと物を言う性格。健二に好意を持っており、改造の為に東京へ行く前、夜這いを掛けたが失敗。健二の女体化により叶わぬ物となるが、帰って来た健二に意を決して告白し、自分の心にケリを着けた。最終話では九州に移住して結婚し子供も生まれていると真臣が語っている。
ちー姉
真臣の姉。健二が好意を抱いているが、最終話の真臣の発言によると、とある女性と駆け落ちしてしまったという。女性しか愛せない人であり、ミーコ以外にはそれを隠していた。作中の様に正常な男女ですら出生率が右肩下がりな世相では同性愛は非常に外聞が悪い。
福山五郎
健二と同時期に改造を受けて性転換した男子。健二と意気投合し友達となる。性転換後、親友の友和に会いに行ってデートの約束を取り付けようとするが、友和には既に彼女が居た為失敗する。最終話で健二の捜索をしていた真臣とネット上で知り合い、両者の再会を仲介する。その際は名前が「藤沢桜」に変わっており、大介という男児の母となっている。
健二の父
名前は不明。「一年あれば大抵の事は順応出来る」と発言して真臣を呆れさせている。その他にも様々な要因（健二曰く「今の世の中で“たまたま上手くいっただけ”なのに、自覚も無しに当然と考えている）息子からは苦手意識を持たれている。健二が東京に戻ってから五年後、心臓が機能しなくなった健二の為に自らの心臓を差し出した。
健二の母
夫と同様、名前は不明。男女均衡政策のニュースが流れた際にテレビを切るなど、夫に比べて健二の心境を考えている様子。

## 用語
男女均衡政策
世界規模で少子化が進み、特に女が生まれにくくなっていることから、男性でも出産出来る様にするために男子を女子に改造する、先進国で行われている政策の名称。物語開始の十年前より開始された。日本国内では健二が故郷に戻った日までに943人の成功例が公表されている。しかし、年間1万人を下回る新生児中、女児の出生率自体が全体の2割を切っており、焼け石に水の状況である。
適合者
男女均衡政策により、改造に耐えうると判断された男子。適合者が改造された女性は長期間妊娠が出来る様に老化を抑制する処置が施されているが寿命が長くなるわけではない。一人の改造には戦闘機一台分の金額がかかり、維持費も戦闘機と同じ位かかるとの事。
機密保護プログラム
改造を受けた適合者が希望した場合、土地を移り住み全くの別人として生活が出来る様にする制度。ただし、当事者の意思による解除は任意で行うことが出来る模様。

## 書誌情報
少年画報社TSコミックスより全2巻
1. 2012年11月19日発売 ISBN 978-4785939670
2. 2014年 5月31日発売 ISBN 978-4785953027